# Жалтирколь (Денисовський район)
Жалтирко́ль (каз. Жалтыркөл) — село у складі Денисовського району Костанайської області Казахстану. Адміністративний центр Архангельського сільського округу.
Населення —  (2021; 772 у 2009, 853 у 1999,  у 1989).